# 石合戦

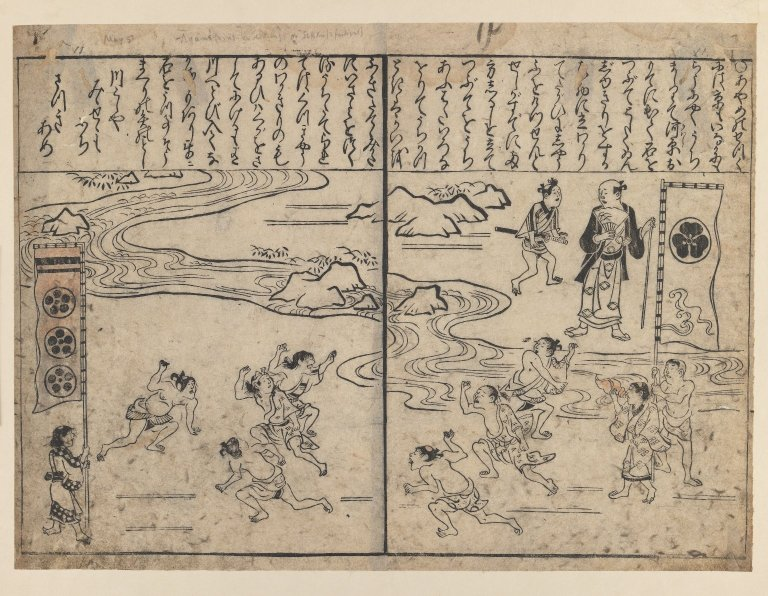
菱川師宣筆「菖蒲の節句」、石合戦を描く

石合戦（いしがっせん）とは、戦国時代の合戦を模して、二手に分かれて石をぶつけ合うこと。5月5日には、行事として行われる。印地。「印地打ち」、「小石打合」、「向い礫」（向かい合って小石を投げ合う、の意味）、「飄石」（）などの呼び名もある。
このような行事は、中国では鬥石（簡体字:斗石）と呼ばれ、新春、元宵節、端午節に行われていた。韓国でも同様の行事が見られる。

## 概要
『日本三代実録』には元慶5年（881年）に子供らが京の一条で大規模な合戦ごっこをやったと記載されているが、これが石合戦であろうと推測されている。以降も石合戦は記録され、少し下る鎌倉時代初期の『源平盛衰記』などにも記述がある。
子供たちが行っていたが、大人が加わることもあり、頑丈な石を投げ合うため死亡者・負傷者が出る事も少なくなく、大規模な喧嘩に発展することも多かった。鎌倉幕府3代執権北条泰時などは、「向い飛礫」を禁止する条例を発布した。この頃の石合戦は神仏に奉納する、神仏の意思により開催される、とする意味合いもあったようであり、尾張国の熱田神宮などの各地の寺社や、京都の社寺の祭礼において、行事の一環として石合戦が行われていた例が多い。泰時の禁制により石合戦を行えなくなった京都の衆が、寛喜3年（1231年）に大飢饉（寛喜の飢饉）が起こったのは石合戦を禁止したからであるとして、泰時および鎌倉幕府に対して不満を持ったため、泰時が石合戦の禁令を緩めた、とされる記録が残る。
前出の熱田神宮の祭礼では正月5日の開催であるが、菖蒲を刀に見立てた菖蒲刀で殴り合う菖蒲打（菖蒲切り）と同様に、5月5日の端午の節句の恒例行事となっていたようであり、平安時代後期に後白河法皇の命により飛鳥井雅経や常盤光長（土佐光長）らによって制作された、当時の京の宮中および市中の風俗や年中行事を描いた絵巻物『年中行事絵巻』には、正月と5月にそれぞれ石合戦が描かれている。慶安元年（1648年）北村季吟撰で刊行された俳諧本『山之井』には松永貞徳の句として「石をうつ印地は五月碁にち（5月5日）哉」が収録されている。「菖蒲印地」とも記載されるが、これは左右に分かれた子供たちがまず印地打ちをし、続いて菖蒲刀で斬り合う（殴り合う）という進行であり、つまり石や弓で遠距離攻撃を行ったのちに近接戦闘となる、実際の合戦と同様の進行であった。

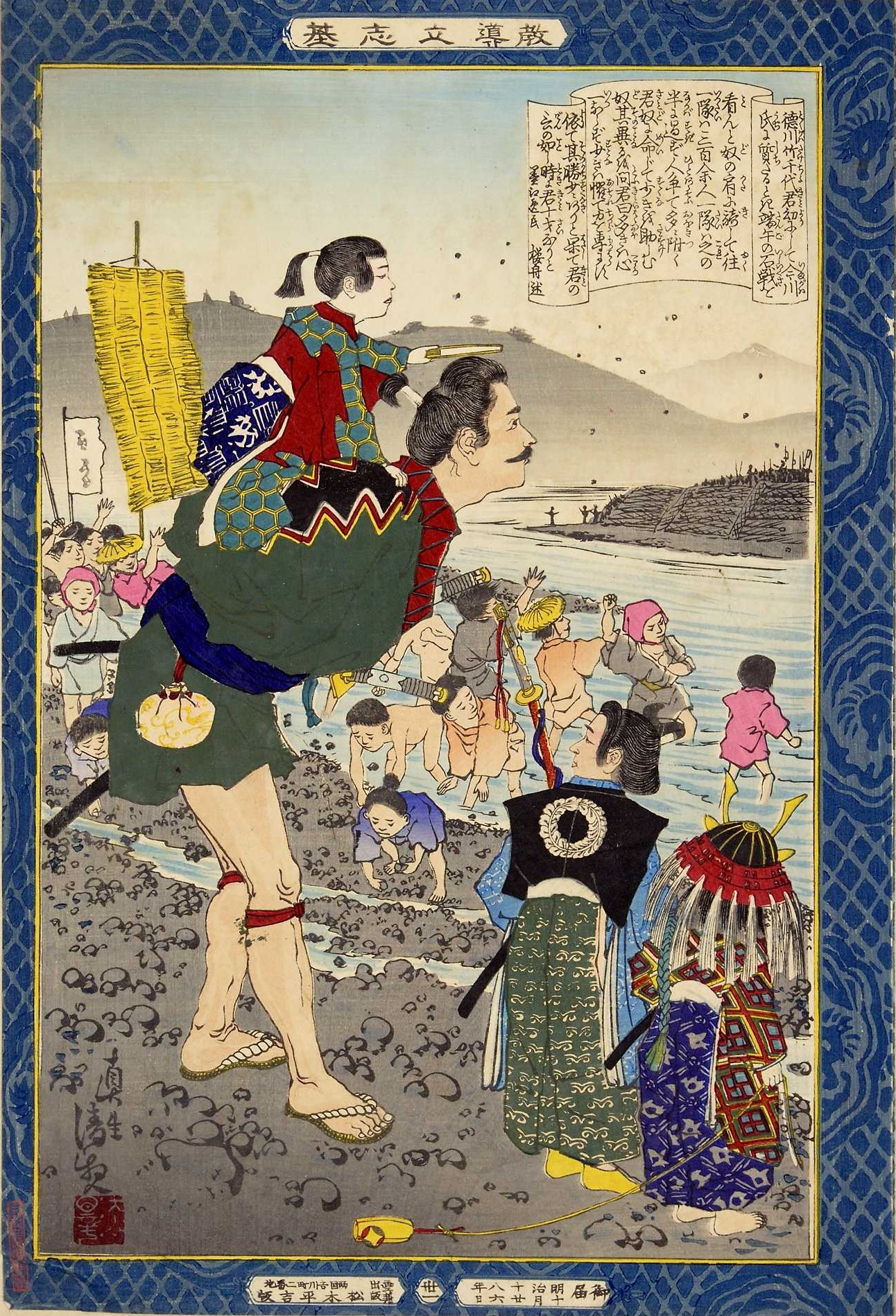
『教導立志基』「徳川竹千代」（小林清親筆）。松平竹千代（徳川家康）が石合戦の勝敗の行方を当てる場面を描く。

一説によれば、戦国大名の織田信長も幼少時代にこの石合戦を好み、近隣の子供らを集めて良く行ったとも言われている。また、当時は隣国の小大名であり、幼少期は今川氏の庇護下にて駿河国で育った松平竹千代（徳川家康）は、同じく少年期に住まい近くの安倍川の河原で行われた少年たちによる石合戦を見に行き、少人数の側が勝つと言い当てた逸話も残る。これは大人数側は数に頼んで少人数側を侮り、少人数側は数の劣勢ゆえに仲間が協力し合っている点を瞬時に見抜いたからだと言われているが、後世に天下人となり江戸幕府を開いた家康を顕彰するための創作話ではないかとする指摘もある。このように戦国時代の気風に於いて、石合戦は遊びの上で、模擬的な実戦として季節を問わず行われていた。これら少年同士の石合戦でも当然ながら死傷者が出ることがあり、真田幸村の次男であった守信（大八）は、京都での5月5日の石合戦に参加して死亡したと記録されている。
江戸時代初期の三浦浄心『見聞集』には、下総国と武蔵国の子供が国境の隅田川を挟んで石合戦をしたとする記述がある。これらの大人も加わったような大規模な石合戦はしかし、太平の世である江戸時代を迎えるとその危険性だけが問題視されることとなり、第三代征夷大将軍徳川家光の頃の寛永年間、正式に一応は禁止された。以降は子供が行う小さい行事や遊び、および祭礼や神事の際に行われる行事のみとなる。それらの石合戦も明治、さらに第二次世界大戦以降は全国的に行われなくなり、寺社の祭礼における石合戦も多くは行われなくなった。現代において石合戦は一部地域に残るのみである。
地域によって、正月15日に行われたり、神社の祭りなどの豊凶占いの場合、6月や7月に行われる例もみられる。その場合、勝った村の方が豊作になるとし、また投石が水田にはね込むのを吉兆とする（前掲書 p.73）。熱田神宮では正月15日に行われていた。
他方、水の権利・土地争いなどを解決する手段として石合戦が採用されるケースもあった。

## 神戦の伝説
神々が石合戦を行ったという伝説として、以下の話が語られている。参考は、柳田國男 『日本の伝説』角川文庫 改版15版1977年（1版53年） pp.125 - 126.
越中国舟倉山の神・姉倉媛は、能登国石動山・伊須流伎（イスルギ）彦の奥方だったが、後に杣木山の神・能登媛を妻としたため、二山の間で嫉妬による争いが起こった。布倉山の布倉媛は姉倉媛に加勢し、甲山の加夫刀（カブト）彦は能登媛を助け、大きな神戦となり、国中の神々が集まり、仲裁なされた。一説に、毎年、10月12日の祭りの日には、舟倉山と石動山の石合戦があり、舟倉の権現がつぶてを打ちたまうゆえ、この山の麓の野には小石が無いのだとされ、逆に岩倉に多いのは、その投げた石が落ちたためとされる。
この越国神話は、富山藩士が文化12年（1815年）に記述した『肯構泉達録（こうこうせんたつろく）』に所収される。江戸期に記録されたため、後妻打ちという表現が用いられており、能登媛が加夫刀の助けを借りた際、波を高くして投石を防いだと記述される。考古学者の森浩一は、越国の女性勢力の強さを象徴した話と見る。

## その他
- 石合戦を題材とした邦画として、『石合戦』（1955年）がある。